# Walter Jakob Gehring
Walter Jakob Gehring (Zúrich, 20 de marzo de 1939 - Basilea, 29 de mayo de 2014) fue un biólogo suizo y profesor en el Biozentrum de la Universidad de Basilea en Suiza.

## Biografía
Obtuvo su Ph.D. en la Universidad de Zúrich en 1965, después de dos años como asistente de investigación del profesor Ernst Hadorn se unió al grupo del profesor Alan Garen en la Universidad de Yale en New Haven con una beca postdoctoral.
En 1969 fue nombrado profesor asociado en la Facultad de Medicina de Yale.
En 1972 regresó a Suiza para convertirse en profesor de biología del desarrollo y genética en el Biozentrum de la Universidad de Basilea.
Fue Secretario General de la Organización Europea de Biología Molecular, el presidente de la Sociedad Internacional de Biología del Desarrollo, miembro extranjero de las Academias Nacionales de Estados Unidos, Gran Bretaña, Francia, Alemania y Suecia.
En 1997 fue galardonado con el Premio March of Dimes en Biología del Desarrollo. En 2000 recibió el Premio Kioto para la ciencia básica. En 2002 recibió el Premio Balzan de Biología del Desarrollo.
Gehring se dedicó principalmente a estudiar la genética y el desarrollo de Drosophila, particularmente el análisis de la determinación de células en el embrión y transdeterminación de los discos imaginales. Ha hecho contribuciones significativas al estudio de los genes de choque térmico, varios transposones y de los genes homeóticos implicados en el control genético del desarrollo.
En 1983 Gehring y sus colaboradores (William McGinnis, Michael S. Levine, Ernst Hafen, Richard Garber, Atsushi Kuroiwa, Johannes Wirz) descubrieron el homeobox, un segmento característico del ADN de los genes homeóticos que no sólo está presente en los artrópodos y sus antepasados, sino también en los vertebrados, incluido el hombre.
Gehring también estuvo involucrado en el desarrollo y aplicación de métodos de capturas potenciadas.
Él y sus colaboradores identificaron el Pax-6 como gen de control maestro para el desarrollo del ojo, lo que dio lugar a una nueva teoría sobre el origen monofilético de los ojos en la evolución.
Murió el 29 de mayo de 2014 en la ciudad suiza de Basilea, debido a traumatismos sufridos en un siniestro de tránsito ocurrido el 1 de mayo de 2014 en la isla de Lesbos en Grecia.

## Algunas publicaciones

### Libros
- w.j. Gehring, rüdiger Wehner. 1991. Zoologie. 22ª ed. completamente revisada. Thieme, Stuttgart u. a. ISBN 3-13-772722-7; 25ª ed. 2013, ISBN 978-3-13-367425-6

- --------------. 2001. Wie Gene die Entwicklung steuern. Die Geschichte der Homeobox (Cómo los genes controlan el desarrollo. La historia de los homeobox). Birkhäuser, Basel u. a. ISBN 3-7643-6039-9

### Audio-CD
- 2014. Das Basteln der Evolution. Walter J. Gehring erzählt eine genetische Theorie der Entwicklung (El bricolaje de la evolución. Walter J. Gehring cuenta una teoría genética de la evolución. Concepción / director: Klaus Sander. Supposé, Berlín ISBN 978-3-86385-007-4